# Крістіан Атсу
Крістіан Атсу Твасам (англ. Christian Atsu Twasam, 10 січня 1992, Велика Аккра — прибл. 6 лютого 2023, Антак'я) — ганський футболіст, який переважно грав на позиції вінгера, хоча також використовувався як атакувальний півзахисник.
Атсу розпочав свою кар'єру в «Порту», також провівши сезон в оренді в «Ріу Аве». У 2013 році його підписав «Челсі» за 3,5 мільйона фунтів стерлінгів, який згодом віддавав його в оренду у «Вітесс», «Евертон», «Борнмут» і «Малагу». Провівши сезон 2016/17 в оренді в «Ньюкасл Юнайтед», він підписав з клубом повноцінний контракт в травні 2017 року. Після закінчення чотирирічного контракту він грав за «Аль-Раїд» у Саудівській Аравії та «Хатайспор» у Туреччині, де і загинув у 2023 році під час землетрусу в Туреччині та Сирії у віці 31 року.
Також Атсу провів 65 матчів у складі національної збірної Гани з 2012 по 2019 рік і представляв її на чемпіонаті світу 2014 року та чотирьох турнірах Кубка африканських націй. Він допоміг команді посісти друге місце на Кубку африканських націй 2015 року, на якому він також отримав звання найкращого гравця турніру та автора голу турніру.

## Клубна кар'єра

### Раннє життя
Атсу народився в місті Ада Фоа, регіон Велика Аккра. Розпочав займатись футболом на батьківщині у футбольній академії «Феєнорда», а пізніше перебував у академії клубу «Чіта».

### «Порту»
Атсу отрапив до академії «Порту» у віці 17 років. 14 травня 2011 року його викликав тренер першої команди Андре Віллаш-Боаш на матч Прімейра Ліги проти «Марітіму», але ганець залишився на лаві запасних.
Не пробившись до першої команди «драконів», Атсу разом з одноклубником Келвіном було відправлено в оренду до іншої місцевої команди, «Ріу Аве» на сезон 2011/12. Там він дебютував на дорослому рівні 28 серпня 2011 року в домашньому матчі проти «Ольяненсе» (0:1). 16 грудня 2011 року Атсу відкрив рахунок на «Естадіу да Луш» в грі проти «Бенфіки» на 24-й хвилині, але господарі зрештою перемогли з рахунком 5:1. Більшість часу, проведеного у складі клубу з Віла-ду-Конді, був основним гравцем атакувальної ланки команди, зігравши загалом 30 ігор в усіх турнірах і забивши 6 голів.
Він повернувся до «Порту» на сезон 2012/13 років, де зіграв 17 матчів у чемпіонаті, а команда втретє поспіль виграла національний чемпіонат.

### «Челсі»
1 вересня 2013 року Атсу погодився приєднатися до англійського «Челсі» за 3,5 мільйона фунтів стерлінгів, підписавши 5-річну угоду, і був негайно відданий в оренду голландському клубу «Вітесс» до кінця сезону 2013/14.

#### Оренда у «Вітесс».
6 жовтня 2013 року Атсу дебютував в Ередивізі у матчі проти «Феєнорда», вийшовши на заміну замість Валерія Казаїшвілі на 77-й хвилині і за час, що залишився, віддав результативну передачу на Майка Хавенара, але цього було недостатньо, щоб запобігти поразці «Вітесса» з рахунком 1:2. 19 жовтня ганець вперше вийшов у стартовому складі проти «Геренвена» (3:2). 9 листопада він реалізував пенальті в грі проти «Утрехта»(3:1), забивши свій перший гол за «Вітесс».
Загалом Атсу провів 30 ігор і забив 5 голів за голландську команду, яка посіла 6 місце в чемпіонаті та вийшла в плей-оф.

#### Оренда в «Евертон»

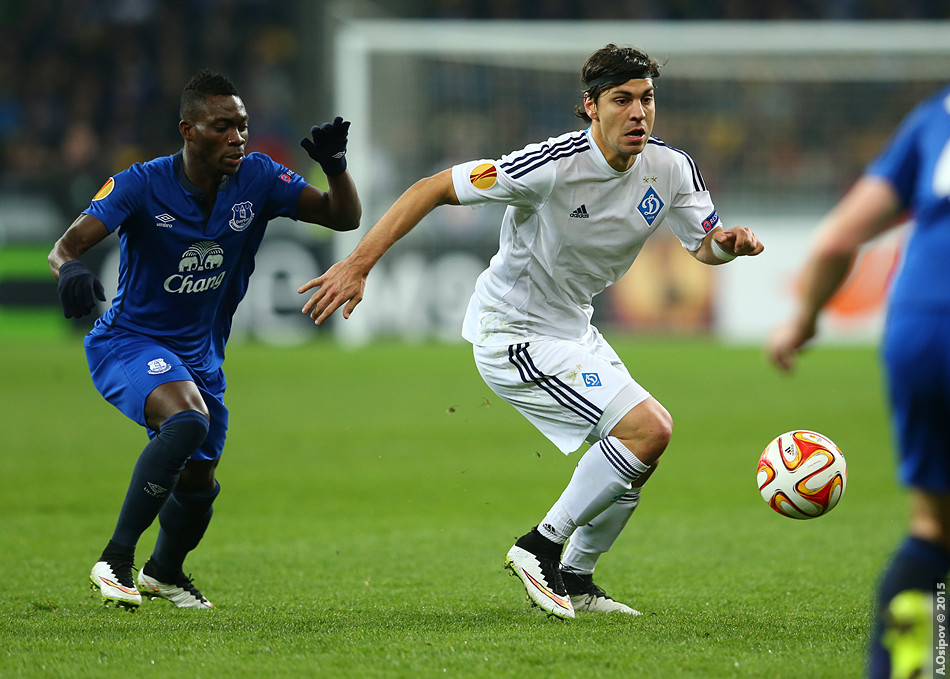
Атсу (ліворуч) під час виступів за «Евертон» у грі Ліги Європи проти «Динамо» (Київ). 2015 рік.

13 серпня 2014 року Атсу приєднався до іншого клубу англійської Прем'єр-ліги, «Евертона», на правах оренди до кінця сезону 2014/15. Він зіграв свій перший матч за клуб через 10 днів, вийшовши на заміну на 85-й хвилині замість Кевіна Міральяса в матчі з «Арсеналом» на «Гудісон Парк»(2:2).
21 вересня 2014 року Атсу вперше вийшов в основі на гру АПЛ проти «Крістал Пелес», яка завершилася домашньою поразкою з рахунком 2:3.. Після його відсутності через Кубок африканських націй ганець повернувся до складу «Евертона» 19 лютого 2015 року в матчі Ліги Європи проти швейцарського «Янг Бойза», відігравши останні п'ять хвилин після того, як замінив автора хет-трику Ромелу Лукаку, після чого вийшов з лави запасних через три дні і зрівняв рахунок у домашній грі проти «Лестер Сіті» (2:2).
15 березня 2015 року в матчі проти «Ньюкасл Юнайтед» він вийшов на замиіну за п'ять хвилин до кінця та віддав результативну передачу іншому гравцю, що вийшов на заміну, Россу Барклі, який забив третій гол «Евертона» в домашньому матчі, встановивши остаточний рахунок 3:0. Згодом ганець вийшов в основі у матчі-відповіді 1/8 фіналу Ліги Європи на виїзді проти київського «Динамо» 19 березня, де його команда несподівано розгромно поступилась 5:2, а Атсу був замінений на 65-й хвилині на Леона Османа, і це був його останній виступ в першій команді «Евертона».

#### Оренда в «Борнмут»
29 травня 2015 року Атсу був відданий в оренду новачку Прем'єр-ліги, клубу «Борнмут» на наступний сезон, а виконавчий директор клубу Ніл Блейк назвав угоду «великим переворотом». 25 серпня дебютував за «Борнмут», вийшовши в основному складі на матч 2-го кваліфікаційного раунду Кубка Футбольної ліги проти «Гартлпул Юнайтед» (4:0), відзначившись гольовою передачею. Ще раз за клуб Крістіан зіграв в наступному раунді турніру проти «Престон Норт Енда», але так і не зіграв у жодній грі «Борнмута» в чемпіонаті, через що його відкликало з оренди «Челсі» 1 січня 2016 року.

#### Оренда в «Малагу»
24 січня 2016 року Атсу дав інтерв'ю Всесвітній службі BBC, в якому він розповів про відхід з «Челсі» та його неминучий перехід у «Леванте». Однак наступного дня було підтверджено, що він замість цього переїде до «Малаги» на правах оренди. 5 лютого 2016 року Атсу дебютував у стартовому складі та забив гол у матчі з «Хетафе» (3:0). Загалом до кінця сезону він зіграв 12 ігор і забив 2 голи.

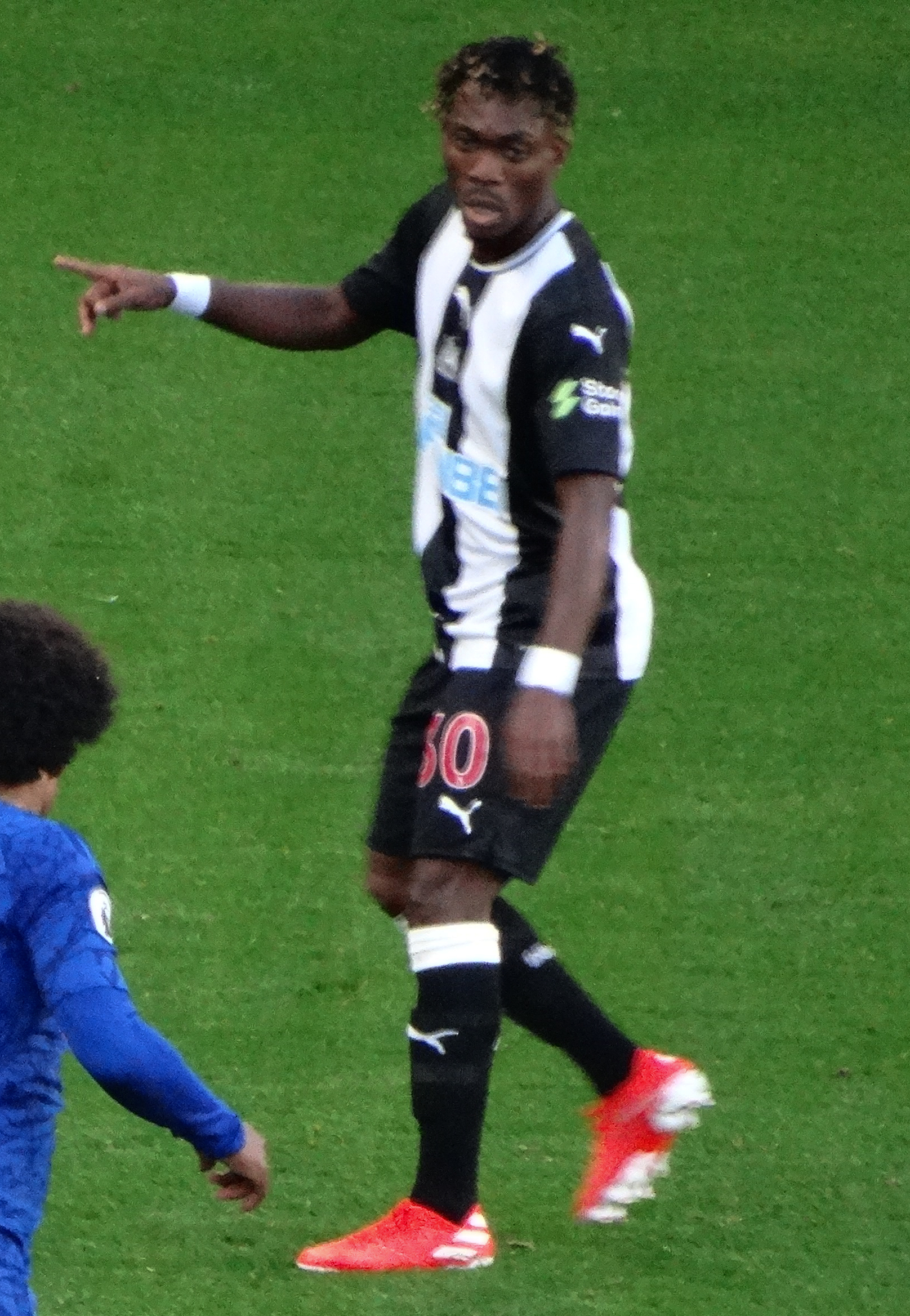
Атсу під час виступів за «Ньюкасл Юнайтед». 2019 рік.

### «Ньюкасл Юнайтед»
31 серпня 2016 року Атсу приєднався до клубу «Ньюкасл Юнайтед» з Чемпіоншипу на правах однорічної орендою з правом викупу. 13 вересня він дебютував за клуб, вийшовши на заміну Йоану Гуффрану на 61-й хвилині під час виїзної гри проти «Квінз Парк Рейнджерс» (6:0) «Лофтус Роуд», де він віддав результативну передачу Александару Митровичу, який забив п'ятий гол. Атсу забив свій перший гол за «сорок» у переможному матчі чемпіонату проти «Ротерхем Юнайтед» (1:0) 1 жовтня, після чого відзначався у іграх проти «Кардіфф Сіті» та «Віган Атлетіка» то допоміг клубу повернутись до Прем'єр-ліги..
У травні 2017 року Атсу підписав чотирирічну угоду з клубом, який заплатив за гравця £6,2 мільйона. По завершенні угоди покинув клуб у статусі вільного агента.

### «Аль-Раїд»
17 липня 2021 року Атсу приєднався до саудівського «Аль-Раїда», але через травму, він зіграв за сезон лише вісім ігор у Про-лізі Саудівської Аравії.

### «Хатайспор»
6 вересня 2022 року Атсу підписав з клубом турецького Суперліги «Хатайспором» однорічний контракт з опцією продовження на наступний рік. Він встиг провести три матчі чемпіонату та один у Кубку Туреччини, забивши єдиний гол удома в грі проти «Касимпаші» на сьомій хвилині додаткового часу 5 лютого 2023 року, за день до землетрусу, який убив його..

## Виступи за збірну

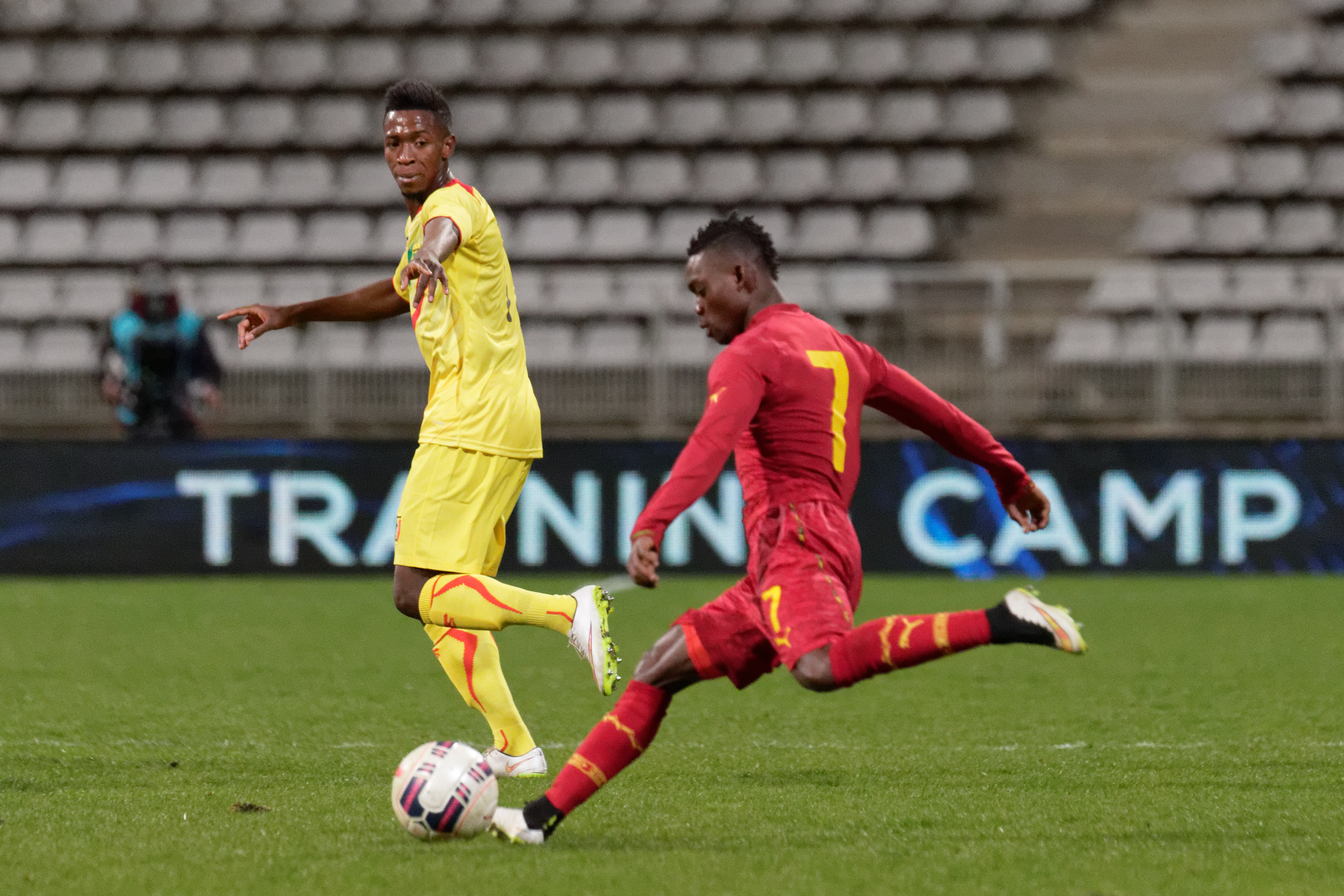
Атсу з м'ячем у складі збірної Гани у товариському матчі проти Малі. 2015 рік.

1 червня 2012 року дебютував в офіційних матчах у складі національної збірної Гани в грі проти збірної Лесото (7:0), забивши при цьому дебютний гол. BBC описав його як «чудову перспективу», тоді як ESPN додав, що він був «швидким і технічно вражаючим» і потенційною майбутньою зіркою своєї національної збірної.
Наступного року він був у складі збірної на Кубку африканських націй 2013 року у Південній Африці. Він вийшов в основі у першому матчі проти ДР Конго (2:2) і вийшов на заміну в наступній грі з Малі (1:0). Атсу повернувся до стартового складу в останньому матчі групового етапу проти Нігеру в Порт-Елізабеті, забивши другий гол, завдяки чому його команда виграла 3:0 і вийшла в чвертьфінал як переможець групи. Надалі Атсу брав участь у решті матчів Гани, забивши в півфінальній серії пенальті з Буркіна-Фасо, яку його команда все ж програла.
Атсу був обраний до складу збірної на чемпіонаті світу 2014 року, вийшовши в стартовому складі у всіх матчах групи, але Гана не змогла вийти до наступного етапу.
На Кубку африканських націй 2015 року Атсу двічі забив у чвертьфіналі проти Гвінеї (3:0) і допоміг команді дійти до фіналу, де вони поступилися в серії пенальті Кот-д'Івуару. Наприкінці турніру він був нагороджений нагородою Гравець турніру, а також його м'яч у ворота Гвінеї був визнаний найкращим голом турніру.
Атсу також було включено до команди турніру на наступному Кубку африканських націй 2017 року у Габоні, де Гана посіла четверте місце, а Крістіан зіграв у шести іграх.
Останнім великим турніром для Крістіана став Кубок африканських націй 2019 року в Єгипті, де футболіст зіграв у двох іграх, а ганці вилетіли у 1/8 фіналу. Після цього турніру за збірну більш не грав.
Загалом провів у формі головної команди країни 65 матчів, забивши 9 голів.

## Статистика виступів

### Статистика клубних виступів
| Сезон             | Команда           | Чемпіонат         | Чемпіонат | Чемпіонат | Національний кубок | Національний кубок | Національний кубок | Континентальні кубки | Континентальні кубки | Континентальні кубки | Інші змагання | Інші змагання | Інші змагання | Усього | Усього |
| Сезон             | Команда           | Ліга              | Ігор      | Голів     | Ліга               | Ігор               | Голів              | Ліга                 | Ігор                 | Голів                | Ліга          | Ігор          | Голів         | Ігор   | Голів  |
| ----------------- | ----------------- | ----------------- | --------- | --------- | ------------------ | ------------------ | ------------------ | -------------------- | -------------------- | -------------------- | ------------- | ------------- | ------------- | ------ | ------ |
| 2011–12           | «Ріу-Аве»         | ПЛ                | 27        | 6         | ПЛУ+КЛ             | 2+2                | 0                  | -                    | -                    | -                    | -             | -             | -             | 31     | 6      |
| 2012–13           | «Порту»           | ПЛ                | 17        | 1         | ПЛУ+КЛ             | 2+3                | 0                  | ЛЧ                   | 8                    | 0                    | СП            | 1             | 0             | 31     | 1      |
| 2013–14           | «Вітесс»          | ЕД                | 26+2      | 5         | КН                 | 2                  | 0                  | -                    | -                    | -                    | -             | -             | -             | 30     | 5      |
| 2014–15           | «Евертон»         | ПЛ                | 5         | 0         | КА+КЛ              | 0+1                | 0                  | ЛЄ                   | 7                    | 0                    | -             | -             | -             | 13     | 0      |
| 2015-січ. 2016    | «Борнмут»         | ПЛ                | 0         | 0         | КА+КЛ              | 0+2                | 0                  | -                    | -                    | -                    | -             | -             | -             | 2      | 0      |
| січ.-черв. 2016   | «Малага»          | ПД                | 12        | 2         | КІ                 | -                  | -                  | -                    | -                    | -                    | -             | -             | -             | 12     | 2      |
| 2016–17           | «Ньюкасл Юнайтед» | ЧФЛ               | 32        | 5         | КА+КЛ              | 0+3                | 0                  | -                    | -                    | -                    | -             | -             | -             | 35     | 5      |
| 2017–18           | «Ньюкасл Юнайтед» | ПЛ                | 28        | 2         | КА+КЛ              | 1+0                | 0                  | -                    | -                    | -                    | -             | -             | -             | 29     | 2      |
| 2018–19           | «Ньюкасл Юнайтед» | ПЛ                | 28        | 1         | КА+КЛ              | 3+1                | 0                  | -                    | -                    | -                    | -             | -             | -             | 32     | 1      |
| 2019–20           | «Ньюкасл Юнайтед» | ПЛ                | 19        | 0         | КА+КЛ              | 4+1                | 0                  | -                    | -                    | -                    | -             | -             | -             | 24     | 0      |
| 2020–21           | «Ньюкасл Юнайтед» | ПЛ                | 0         | 0         | КА+КЛ              | 0+1                | 0                  | -                    | -                    | -                    | -             | -             | -             | 1      | 0      |
| Усього за Ньюкасл | Усього за Ньюкасл | Усього за Ньюкасл | 107       | 8         |                    | 14                 | 0                  |                      | -                    | -                    |               | -             | -             | 121    | 8      |
| 2021–22           | «Ар-Раїд»         | СПЛ               | 8         | 0         | КК                 | 0                  | 0                  | -                    | -                    | -                    | -             | -             | -             | 8      | 0      |
| 2022–23           | «Хатайспор»       | СЛ                | 3         | 1         | КТ                 | 1                  | 0                  | -                    | -                    | -                    | -             | -             | -             | 4      | 1      |
| Усього за кар'єру | Усього за кар'єру | Усього за кар'єру | 207       | 23        |                    | 29                 | 0                  |                      | 15                   | 0                    |               | 1             | 0             | 252    | 23     |

### Статистика виступів за збірну
| Дата       | Місто          | Господарі        | Результат               | Гості                | Турнір                                             | Голи | Примітки |
| ---------- | -------------- | ---------------- | ----------------------- | -------------------- | -------------------------------------------------- | ---- | -------- |
| 1-6-2012   | Кумасі         | Гана             | 7 – 0                   | Лесото               | Відбір до ЧС 2014                                  | 1    | 67'      |
| 9-6-2012   | Ндола          | Замбія           | 1 – 0                   | Гана                 | Відбір до ЧС 2014                                  | -    | 55' 69'  |
| 15-8-2012  | Сіань          | КНР              | 1 – 1                   | Гана                 | товариський матч                                   | -    |          |
| 8-9-2012   | Тамале         | Гана             | 2 – 0                   | Малаві               | Відбір до Кубка африканських націй 2013            | 1    |          |
| 11-9-2012  | Монровія       | Ліберія          | 2 – 0                   | Гана                 | товариський матч                                   | -    |          |
| 13-10-2012 | Блантайр       | Малаві           | 0 – 1                   | Гана                 | Відбір до Кубка африканських націй 2013            | -    |          |
| 14-11-2012 | Лісабон        | Кабо-Верде       | 0 – 1                   | Гана                 | товариський матч                                   | -    | 46'      |
| 10-1-2013  | Абу-Дабі       | Гана             | 3 – 0                   | Єгипет               | товариський матч                                   | -    | 66'      |
| 13-1-2013  | Абу-Дабі       | Гана             | 4 – 2                   | Туніс                | товариський матч                                   | -    | 89'      |
| 20-1-2013  | Гебеха         | Гана             | 2 – 2                   | ДР Конго             | Кубок африканських націй 2013 - 1-й етап           | -    | 56'      |
| 24-1-2013  | Гебеха         | Гана             | 1 – 0                   | Малі                 | Кубок африканських націй 2013 - 1-й етап           | -    | 71'      |
| 28-1-2013  | Гебеха         | Нігер            | 0 – 3                   | Гана                 | Кубок африканських націй 2013 - 1-й етап           | 1    |          |
| 2-2-2013   | Гебеха         | Гана             | 2 – 0                   | Кабо-Верде           | Кубок африканських націй 2013 - чвертьфінал        | -    | 78'      |
| 6-2-2013   | Мбомбела       | Буркіна-Фасо     | 1 – 1 д.ч. (3 - 2 п.п.) | Гана                 | Кубок африканських націй 2013 - півфінал           | -    |          |
| 9-2-2013   | Гебеха         | Малі             | 3 – 1                   | Гана                 | Кубок африканських націй 2013 - матч за 3-тє місце | -    | 70'      |
| 16-6-2013  | Масеру         | Лесото           | 0 – 2                   | Гана                 | Відбір до ЧС 2014                                  | 1    | 60'      |
| 14-8-2013  | Стамбул        | Туреччина        | 2 – 2                   | Гана                 | товариський матч                                   | -    | 46'      |
| 6-9-2013   | Кумасі         | Гана             | 2 – 1                   | Замбія               | Відбір до ЧС 2014                                  | -    | 55'      |
| 10-9-2013  | Йокогама       | Японія           | 3 – 1                   | Гана                 | товариський матч                                   | -    | 72'      |
| 15-10-2013 | Кумасі         | Гана             | 6 – 1                   | Єгипет               | Відбір до ЧС 2014                                  | 1    | 83'      |
| 5-3-2014   | Подгориця      | Чорногорія       | 1 – 0                   | Гана                 | товариський матч                                   | -    | 76'      |
| 31-5-2014  | Роттердам      | Нідерланди       | 1 – 0                   | Гана                 | товариський матч                                   | -    | 46'      |
| 10-6-2014  | Маямі          | Гана             | 4 – 0                   | Південна Корея       | товариський матч                                   | -    | 56'      |
| 16-6-2014  | Натал          | Гана             | 1 – 2                   | США                  | ЧС 2014 - 1-й етап                                 | -    | 78'      |
| 21-6-2014  | Форталеза      | Німеччина        | 2 – 2                   | Гана                 | ЧС 2014 - 1-й етап                                 | -    | 73'      |
| 26-6-2014  | Бразиліа       | Португалія       | 2 – 1                   | Гана                 | ЧС 2014 - 1-й етап                                 | -    |          |
| 6-9-2014   | Кумасі         | Гана             | 1 – 1                   | Уганда               | Відбір до Кубка африканських націй 2015            | -    | 68'      |
| 10-9-2014  | Ломе           | Того             | 2 – 3                   | Гана                 | Відбір до Кубка африканських націй 2015            | 1    | 87'      |
| 11-10-2014 | Касабланка     | Гвінея           | 1 – 1                   | Гана                 | Відбір до Кубка африканських націй 2015            | -    | 72'      |
| 15-11-2014 | Кампала        | Уганда           | 1 – 0                   | Гана                 | Відбір до Кубка африканських націй 2015            | -    | 67'      |
| 19-11-2014 | Кумасі         | Гана             | 3 – 1                   | Того                 | Відбір до Кубка африканських націй 2015            | -    | 78'      |
| 19-1-2015  | Монгомо        | Гана             | 1 – 2                   | Сенегал              | Кубок африканських націй 2015 - 1-й етап           | -    | 68'      |
| 23-1-2015  | Монгомо        | Гана             | 1 – 0                   | Алжир                | Кубок африканських націй 2015 - 1-й етап           | -    |          |
| 27-1-2015  | Монгомо        | ПАР              | 1 – 2                   | Гана                 | Кубок африканських націй 2015 - 1-й етап           | -    |          |
| 1-2-2015   | Малабо         | Гана             | 3 – 0                   | Гвінея               | Кубок африканських націй 2015 - чвертьфінал        | 2    | 79'      |
| 5-2-2015   | Малабо         | Гана             | 3 – 0                   | Екваторіальна Гвінея | Кубок африканських націй 2015 - півфінал           | -    |          |
| 8-2-2015   | Бата           | Кот-д'Івуар      | 0 – 0 д.ч. (9 - 8 п.п.) | Гана                 | Кубок африканських націй 2015 - Фінал              | -    | 117'     |
| 28-3-2015  | Гавр           | Гана             | 1 – 2                   | Сенегал              | товариський матч                                   | -    |          |
| 31-3-2015  | Париж          | Гана             | 1 – 1                   | Малі                 | товариський матч                                   | -    | 67'      |
| 8-6-2015   | Аккра          | Гана             | 1 – 0                   | Того                 | товариський матч                                   | -    | 63'      |
| 14-6-2015  | Кумасі         | Гана             | 7 – 1                   | Маврикій             | Відбір до Кубка африканських націй 2017            | 1    |          |
| 1-9-2015   | Браззавіль     | Республіка Конго | 2 – 3                   | Гана                 | товариський матч                                   | -    | 73'      |
| 5-9-2015   | Кігалі         | Руанда           | 0 – 1                   | Гана                 | Відбір до Кубка африканських націй 2017            | -    | 90+1'    |
| 24-3-2016  | Аккра          | Гана             | 3 – 1                   | Мозамбік             | Відбір до Кубка африканських націй 2017            | -    |          |
| 5-6-2016   | Маврикій       | Маврикій         | 0 – 2                   | Гана                 | Відбір до Кубка африканських націй 2017            | 1    | 85'      |
| 6-9-2016   | Москва         | Росія            | 1 – 0                   | Гана                 | товариський матч                                   | -    |          |
| 7-10-2016  | Тамале (місто) | Гана             | 0 – 0                   | Уганда               | Відбір до ЧС 2018                                  | -    | 82'      |
| 11-10-2016 | Дурбан         | ПАР              | 1 – 1                   | Гана                 | товариський матч                                   | -    | 81'      |
| 13-11-2016 | Александрія    | Єгипет           | 2 – 0                   | Гана                 | Відбір до ЧС 2018                                  | -    |          |
| 17-1-2017  | Порт-Жантіль   | Гана             | 1 – 0                   | Уганда               | Кубок африканських націй 2017 - 1-й етап           | -    |          |
| 21-1-2017  | Порт-Жантіль   | Гана             | 1 – 0                   | Малі                 | Кубок африканських націй 2017 - 1-й етап           | -    |          |
| 25-1-2017  | Порт-Жантіль   | Єгипет           | 1 – 0                   | Гана                 | Кубок африканських націй 2017 - 1-й етап           | -    |          |
| 29-1-2017  | Оєм            | ДР Конго         | 1 – 2                   | Гана                 | Кубок африканських націй 2017 - чвертьфінал        | -    |          |
| 2-2-2017   | Франсвіль      | Камерун          | 2 – 0                   | Гана                 | Кубок африканських націй 2017 - півфінал           | -    |          |
| 4-2-2017   | Порт-Жантіль   | Буркіна-Фасо     | 1 – 0                   | Гана                 | Кубок африканських націй 2017 - матч за 3-тє місце | -    | 75'      |
| 1-9-2017   | Кумасі         | Гана             | 1 – 1                   | Республіка Конго     | Відбір до ЧС 2018                                  | -    |          |
| 5-9-2017   | Браззавіль     | Республіка Конго | 1 – 5                   | Гана                 | Відбір до ЧС 2018                                  | -    |          |
| 8-9-2018   | Найробі        | Кенія            | 1 – 0                   | Гана                 | Відбір до Кубка африканських націй 2019            | -    |          |
| 18-11-2018 | Аддис-Абеба    | Ефіопія          | 0 – 2                   | Гана                 | Відбір до Кубка африканських націй 2019            | -    | 73'      |
| 23-3-2019  | Аккра          | Гана             | 1 – 0                   | Кенія                | Відбір до Кубка африканських націй 2019            | -    |          |
| 26-3-2019  | Аккра          | Гана             | 3 – 1                   | Мавританія           | Відбір до Кубка африканських націй 2019            | -    | 46'      |
| 9-6-2019   | Аккра          | Гана             | 0 – 1                   | Намібія              | товариський матч                                   | -    | 46'      |
| 15-6-2019  | Дубай          | Гана             | 0 – 0                   | ПАР                  | товариський матч                                   | -    | 46'      |
| 25-6-2019  | Ісмаїлія       | Гана             | 2 – 2                   | Бенін                | Кубок африканських націй 2019 - 1-й етап           | -    |          |
| 29-6-2019  | Ісмаїлія       | Камерун          | 0 – 0                   | Гана                 | Кубок африканських націй 2019 - 1-й етап           | -    | 15'      |
| Усього     |                | Матчів           | 65                      |                      | Голів                                              | 10   |          |

## Титули і досягнення
- Чемпіон Португалії (2):

«Порту»: 2010/11, 2012/13
- Володар кубка Португалії (1):

«Порту»: 2010/11
- Володар суперкубка Португалії (1):

«Порту»: 2012
- Переможець Ліги Європи (1):

«Порту»: 2010/11
- Срібний призер Кубка африканських націй: 2015[47]
- Переможець Чемпіонату Футбольної ліги : 2016/17

### Індивідуальні
- Гравець року «Вітесса»: 2013–14[48]
- Найкращий гравець Кубка африканських націй: 2015[49]
- Команда турніру Кубка африканських націй: 2015,[49] 2017[50]
- Гол турніру Кубка африканських націй: 2015[49]

## Особисте життя і смерть
Атсу був побожним християнином, який ділився віршами з Біблії в соціальних мережах. Він був одружений з письменницею Марі-Клер Рупіо, з якою мав двох синів і дочку .
6 лютого 2023 року Атсу пропав безвісти одразу після землетрусу в Туреччині та Сирії 2023 року. За кілька годин до трагедії футболіст міг відлетіти до Франції, проте вирішив залишитися в Туреччині, щоб відсвяткувати перемогу з гравцями «Хатайспора». Побоювалися, що він опинився серед тих, хто опинився під уламками штаб-квартири «Хатайспора» в Антак'ї після землетрусу. Наступного дня віце-президент клубу Мустафа Озат повідомив, що Атсу врятовано та він одужує в лікарні, а 8 лютого головний тренер команди Волкан Демірел заявив, що Атсу та спортивний директор Танер Савут досі зниклі безвісти. 14 лютого агент Атсу підтвердив, що знайшли дві пари його взуття, але самого футболісті досі не знайшли. 18 лютого його агент отримав підтвердження, що тіло гравця було знайдено з-під уламків будинку Rönesans Rezidans, в якому він проживав. ЗМІ повідомили про його смерть приблизно о 6 ранку GMT.